# Miarotagmata penetrata
Miarotagmata penetrata är en fjärilsart som beskrevs av Edward Meyrick 1912. Miarotagmata penetrata ingår i släktet Miarotagmata och familjen äkta malar. Inga underarter finns listade i Catalogue of Life.